# Джозаміцин
Джозаміцин — природний антибіотик з групи 16-членних макролідів для перорального застосування. Джозаміцин розроблений японською компанією «Yamanouchi», та застосовується у клінічній практиці з 1970 року.

## Фармакологічні властивості
Джозаміцин — природний антибіотик з групи макролідів. Він є продуктом життєдіяльності Streptomyces narbonensis і належить до групи 16-членних макролідних антибіотиків. Препарат діє бактеріостатично, інгібуючи синтез білків у бактеріальних клітинах. Джозаміцин — препарат широкого спектра дії. До препарату чутливі такі збудники: стафілококи, стрептококи, в тому числі пневмококи, нейсерії, лістерії, Bacillus anthracis, Bordetella pertussis, Brucella spp., Corynebacterium diphtheriae, Haemophilus spp., Campylobacter spp., Clostridium perfringens, Ureaplasma urealiticum, мікоплазми, хламідії, легіонелли, бліда спірохета, Borrelia burgdorferi, пептококи, пептострептококи. До препарату малочутливі ентеробактерії, тому він мало змінює природний склад мікрофлори кишечника. Резистентність до джозаміцину розвивається повільніше, чим до інших макролідів. Джозаміцин має також імуномодулюючий ефект.[джерело?]
Науково суперечливим є твердження лише російського НТГ щодо чутливості до препарату Helicobacter pylori.

### Фармакокінетика
Джозаміцин швидко всмоктується з шлунково-кишкового тракту, біодоступність препарату становить 100%. Максимальна концентрація в крові джозаміцину досягається протягом 1-2 годин. Високі концентрації препарат створює в легенях, лімфатичній системі, мигдаликах, сечостатевій системі, шкірі та м'яких тканинах. Джозаміцин накопичується у лімфатичних вузлах та статевих органах, проникає всередину фагоцитів (макрофагів, фібробластів, поліморфноядерних гранулоцитів). Джозаміцин добре проникає всередину клітин, має виражений постантибіотичний ефект. Препарат проникає через плацентарний бар'єр та виділяється в грудне молоко. Метаболізується в печінці з утворенням менш активних метаболітів. Період напіввиведення препарату становить 4 години. Виводиться з організму джозаміцин переважно з жовчю, а також з сечею (15%).

## Показання до застосування
Джозаміцин застосовується при інфекціях, викликаних чутливими до препарату мікроорганізмами: інфекції ЛОР-органів та дихальних шляхів, стоматологічні інфекції, інфекції шкіри і м'яких тканин, інфекції сечостатевої системи, сифіліс і гонорея (при непереносимості пеніциліну), інфекції, що викликані хламідіями та мікоплазмами.
Джозаміцин також рекомендує російське РНТ для застосовування у схемах лікування виразкової хвороби для ерадикації Helicobacter pylori.

## Побічна дія
Джозаміцин має досить високу безпечність у застосуванні. За даними постмаркетингового дослідження препарату, було зареєстровано побічні дії з боку травної системи спостерігалися у 4,3% випадків застосування, алергічні реакції у 0,37% випадків, неврологічні порушення у 0,04% випадків, інші побічні ефекти у 0,02% випадків.
При застосуванні джозаміцину можливі наступні побічні ефекти: алергічні реакції — рідко висипання на шкіри, кропив'янка, набряк Квінке; дуже рідко синдром Стівенса-Джонсона, синдром Лаєлла; з боку шлунково-кишкового тракту — часто нудота, диспепсія; нечасто блювання, діарея; рідко болі в животі, стоматит, запор, зниження апетиту; дуже рідко псевдомембранозний коліт, підвищення рівня амінотрансфераз в крові, жовтяниця; дуже рідко — дозозалежне зниження слуху; імовірне подовження інтервалу QT на ЕКГ при застосуванні разом з терфенадином або астемізолом.

## Протипокази
Джозаміцин протипоказаний при підвищеній чутливості до макролідів, при вираженій печінковій та нирковій недостатності. З обережністю застосовують під час вагітності та годування грудьми, дані про безпечність застосування джозаміцину під час вагітності суперечливі.

## Форми випуску
Джозаміцин випускається у вигляді таблеток по 0,5 та 1,0 г. У вигляді суспензії для приймання всередину по 100 мл.

## Синоніми
Європа: Josalid, Josacine, Iosalide, Josamina
Росія: Wilprafen (Вільпрафен)
Японія: Josamy